# Ді-Ліон (Техас)
Ді-Ліон (англ. De Leon) — місто (англ. city) в США, в окрузі Команчі штату Техас. Населення — 2258 осіб (2020).

## Географія
Ді-Ліон розташоване за координатами 32°6′41″ пн. ш. 98°32′7″ зх. д. / 32.11139° пн. ш. 98.53528° зх. д. (32.111350, -98.535156).  За даними Бюро перепису населення США в 2010 році місто мало площу 5,81 км², уся площа — суходіл.

### Клімат
| Клімат : Ді-Ліон      | Клімат : Ді-Ліон | Клімат : Ді-Ліон | Клімат : Ді-Ліон | Клімат : Ді-Ліон | Клімат : Ді-Ліон | Клімат : Ді-Ліон | Клімат : Ді-Ліон | Клімат : Ді-Ліон | Клімат : Ді-Ліон | Клімат : Ді-Ліон | Клімат : Ді-Ліон | Клімат : Ді-Ліон | Клімат : Ді-Ліон |
| Показник              | Січ.             | Лют.             | Бер.             | Квіт.            | Трав.            | Черв.            | Лип.             | Серп.            | Вер.             | Жовт.            | Лист.            | Груд.            | Рік              |
| Середній максимум, °C | 10,0             | 15,6             | 22,8             | 28,3             | 28,3             | 33,9             | 36,1             | 37,2             | 30,0             | 26,1             | 21,1             | 15,6             | 25,6             |
| Середній мінімум, °C  | −2,8             | −2,2             | 7,2              | 11,1             | 15,0             | 16,7             | 19,4             | 21,7             | 14,4             | 9,4              | 3,3              | −2,2             | 9,4              |
| Норма опадів, мм      | 33               | 61               | 69               | 58               | 112              | 104              | 66               | 71               | 64               | 91               | 48               | 30               | 813              |
| --------------------- | ---------------- | ---------------- | ---------------- | ---------------- | ---------------- | ---------------- | ---------------- | ---------------- | ---------------- | ---------------- | ---------------- | ---------------- | ---------------- |
| Джерело: Weatherbase  |                  |                  |                  |                  |                  |                  |                  |                  |                  |                  |                  |                  |                  |

## Демографія
Згідно з переписом 2010 року, у місті мешкало 2246 осіб у 904 домогосподарствах у складі 570 родин. Густота населення становила 387 осіб/км².  Було 1094 помешкання (188/км²).
Расовий склад населення:
| - 90,5 % — білих - 0,8 % — корінних американців - 0,3 % — чорних або афроамериканців - 0,2 % — азіатів - 6,5 % — осіб інших рас |

До двох чи більше рас належало 1,7 %. Частка іспаномовних становила 28,7 % від усіх жителів.
За віковим діапазоном населення розподілялося таким чином: 27,1 % — особи молодші 18 років, 55,3 % — особи у віці 18—64 років, 17,6 % — особи у віці 65 років та старші. Медіана віку мешканця становила 39,9 року. На 100 осіб жіночої статі у місті припадало 85,8 чоловіків;  на 100 жінок у віці від 18 років та старших — 83,5 чоловіків також старших 18 років.
Середній дохід на одне домашнє господарство  становив 43 805 доларів США (медіана — 36 071), а середній дохід на одну сім'ю — 51 788 доларів (медіана — 42 292). За межею бідності перебувало 21,5 % осіб, у тому числі 19,5 % дітей у віці до 18 років та 21,8 % осіб у віці 65 років та старших.
Цивільне працевлаштоване населення становило 850 осіб. Основні галузі зайнятості: освіта, охорона здоров'я та соціальна допомога — 24,5 %, роздрібна торгівля — 18,2 %, виробництво — 11,5 %, сільське господарство, лісництво, риболовля — 9,9 %.